# Presidente de Bolivia
El presidente constitucional del Estado Plurinacional de Bolivia es el jefe de Estado y de Gobierno de Bolivia, asimismo es el capitán general de las Fuerzas Armadas. Además, es la máxima autoridad del Servicio Boliviano de Reforma Agraria. Compone, junto al vicepresidente y Ministros de Estado el órgano ejecutivo del poder público del Estado boliviano.
El presidente y vicepresidente son elegidos en una misma papeleta por sufragio directo universal. Su mandato tiene una duración de cinco años, con derecho a una sola reelección. La actual Constitución cambió el método para decidir la fórmula ganadora. De no haber una mayoría absoluta ya no será elegida por la Asamblea Legislativa, sino a través de una segunda vuelta.

## Antecedentes

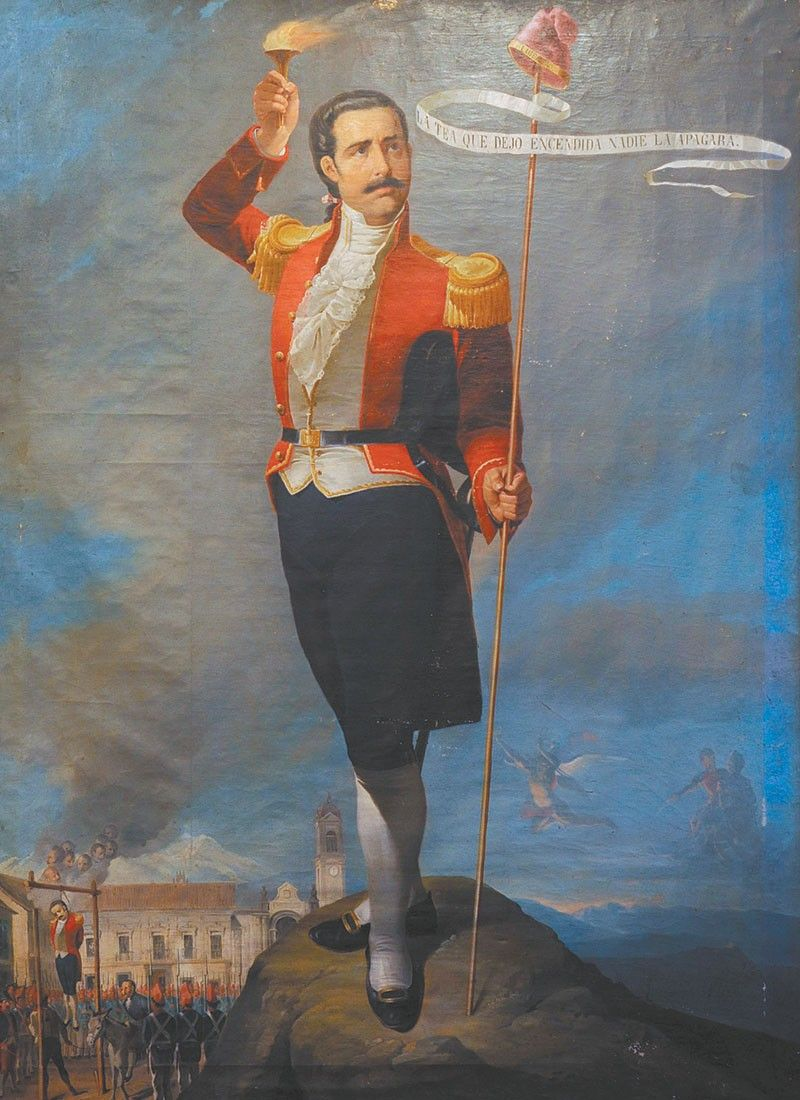
Pedro Domingo Murillo proclamado como presidente en la Junta Tuitiva, considerado el primer presidente en el Alto Perú y de América hispana.

La independencia americana tiene su origen en el levantamiento de Chuquisaca del 25 de mayo de 1809, que es reconocido por la historiografía independentista hispanoamericana como el "Primer Grito Libertario de América", y su posterior clímax en la revolución de La Paz del 16 de julio de ese año. Significa el inicio del proceso de emancipación de las colonias españolas en la lucha por su independencia; en el caso boliviano, ese proceso culminaría con éxito en 1825, para posteriormente conformarse como una república.
La revolución de La Paz es, en los hechos, el primer intento de independencia de la futura Bolivia: se emite un Estatuto Constitucional (primera Constitución en América); se enarboló la primera bandera de color rojo punzó y verde esmeralda; se crea la Junta Tuitiva de los Derechos del Pueblo conformado por mestizos, indígenas, criollos y españoles patriotas; Pedro Domingo Murillo es elegido su presidente, de tal manera es el primer presidente de la América hispana y en el Alto Perú; el gobierno de la Junta Tuitiva estaba organizada en cinco ministerios: de gobierno, de guerra, de gracia y justicia, de culto y de hacienda; la Proclama de la Junta Tuitiva constituye una Declaración de Independencia de España, siendo la primera en el continente, y que acaba con la fidelidad a Fernando VII.
Sin embargo, ese proyecto independentista se termina al disolverse la Junta Tuitiva, la posterior captura de los cabecillas de la revolución y el ajusticiamiento a la población que había sido partícipe de la misma, dependiendo su castigo de acuerdo a la magnitud de su obra.
Al finalizar la guerra de la independencia americana la cuestión del Alto Perú era un tema complejo al ser un territorio que había pertenecido en su momento al Virreinato del Río de la Plata y que por la tesis del Uti possidetis iuris le pertenecería a él en su etapa republicana; además de existir pretensiones territoriales de la República del Perú, que se consideraba dueña de los territorios del Alto Perú como una herencia virreinal por la anexión al Virreinato del Perú en 1810 hasta 1825, y por el hecho de  tener vínculos culturales con la región desde antes de la colonia. Sin embargo, la opinión de los alto peruanos era independizar las provincias del Alto Perú y su conformación en un Estado republicano.

## Historia
En Bolivia hubo en total 90 gobiernos entre constitucionales, interinos y de facto; con 67 presidentes. El primer presidente de Bolivia fue Antonio José de Sucre, quien asumió el 29 de diciembre de 1825, según las investigaciones del historiador Isaac Sandoval, en su libro "El desarrollo político en la formación social de Bolivia" donde afirma que Sucre fue el primer presidente. Existía dudas anteriormente por saber quien fue el primer presidente de Bolivia, ya que se pensaba que Simón Bolívar fue el primer presidente, el historiador boliviano Carlos Mesa, autor del libro “Entre urnas y fusiles”, libro donde se afirma que Bolívar fue el primer mandatario. Aunque Sandoval y otros historiadores como Herland Vhiestrox Herbas, Bismark Cuéllar, entre otros, afirman que Simón Bolívar fue gobernador y protector de Bolivia, título otorgado por la Asamblea Deliberante el 10 de agosto de 1825.
En 1839 el Estado Boliviano junto con el Estado Nor Peruano y Sud Peruano conformaron la Confederación Perú-Boliviana. Su protector y máxima autoridad del Poder Ejecutivo fue Andrés de Santa Cruz, electo como Supremo Protector de la Confederación Perú-Boliviana por los Congresos de los tres Estados en el Pacto de Tacna el 28 de octubre de 1836, administrando de manera simultánea la presidencia del Estado Boliviano. Sin embargo Mariano Enrique Calvo, asumió la presidencia interina en reemplazo del presidente, al hallarse Santa Cruz en territorio peruano en el proceso de formación de la naciente confederación. En toda esa gestión, Santa Cruz estuvo más pendiente en asuntos militares que administrativos, como la guerra por el establecimiento de la Confederación Perú-Boliviana, la guerra contra la Confederación Argentina y la guerra contra Chile y el Ejército Restaurador. Por lo que Calvo llegó a estar más tiempo en el cargo presidencial que Santa Cruz, incluso sería a Calvo a quien José Miguel de Velasco terminaría derrocando, para terminar de esa manera por declarar la secesión de Bolivia de la Confederación Perú-Boliviana.
A lo largo de la historia boliviana han existido cuatro gobiernos conformados por triunviratos: Junta Gubernativa de 1861, Junta Federal de 1899, Junta de Gobierno de Transición 1920-1921 y Junta Militar de Torrelio-Bernal-Pammo de 1981. Entre 1965 y 1966, René Barrientos y Alfredo Ovando protagonizaron el único caso de copresidencia en la historia de Bolivia.
En 1930, y a razón de sus aspiraciones prorroguistas, Hernando Siles dejó el mando de la nación a su Consejo de Ministros, incumpliendo la norma constitucional vigente de 1880, siendo la única vez en la historia del país en que un gobierno constituido no estaba presidido por un mandatario.
En 2009 con el surgimiento del Estado Plurinacional a consecuencia de la promulgación de la Constitución Política de 2009 y el posterior cambio de nombre al país, dejando atrás su anterior denominativo de República de Bolivia para ser en adelante Estado Plurinacional de Bolivia. Para cumplir los cambios estructurales de la nueva constitución, se decidió adelantar las Elecciones Generales para ser realizadas el 6 de diciembre de 2009, ganando nuevamente Evo Morales, con el 64.22 % de los votos. Esta situación hizo que Evo Morales Ayma fuera el último presidente de la República y el primero del Estado Plurinacional.
El periodo presidencial actualmente es de cinco años, sin embargo en la mayor parte de la constituciones es de cuatro años, las excepciones son 1843 que considera un periodo de ocho años, la de 1851 cinco años, al 1861  tres años, la de 1945 seis años, a partir de la reforma de 1994 cinco años.

### Constitución Bolivariana
La Constitución Política de Bolivia de 1826, conocida también como Constitución Bolivariana, fue el primer texto constitucional elaborado por Simón Bolívar, sancionado por el Congreso General Constituyente el 6 de noviembre de 1826 y promulgado por Antonio José de Sucre el 19 de noviembre de 1826. En primera instancia la presidencia constituía un cargo vitalicio, el cual podía elegir y nombrar a su sucesor. El Presidente era el jefe de Estado moderador entre los cuatro poderes del Estado (Ejecutivo, Legislativo, Judicial y Electoral), sin embargo el vicepresidente de la República, era el jefe de Gobierno, quien estaba a la cabeza del Poder Ejecutivo.

Artículo 77.º.- El ejercicio del poder Ejecutivo reside en un Presidente vitalicio, un vice-Presidente y tres ministros de Estado.
Constitución Política de 1826, 19 de noviembre de 1826.

Posteriormente fue abrogada por Andrés de Santa Cruz, a través de la Constitución Política de 1831, consecuentemente la presidencia ya no se podía ejercer de manera vitalicia, sino por  un  periodo de gobierno de cuatro años, pudiendo ser reelegido de forma ilimitada, asimismo el presidente se constituye en el jefe de Estado y de Gobierno, quedando el vicepresidente con el objetivo de reemplazar o suplir al presidente en caso de muerte, imposibilidad física o suspensión.

### Constitución Confederada
La Ley Fundamental de la Confederación Perú-Boliviana de 1837, fue dada por el Congreso de Tacna, y promulgada por Andrés de Santa Cruz, la cual delegaba el ejercicio del poder Ejecutivo de los estados conformantes al Protector de la Confederación.

Art. 27.- El poder ejecutivo de la confederación reside en el Jefe supremo de ella, y en los Ministros de Estado.
El Jefe supremo será llamado Protector de la Confederación Perú-Boliviana.
Ley Fundamental de la Confederación Perú - Boliviana, 1 de mayo de 1837

Esta constitución fue abrogada en 1839, por José Miguel de Velasco, declarando la secesión de Bolivia de la Confederación Perú-Boliviana, asimismo el ejercicio del poder Ejecutivo fue restaurado, y encomendado al Presidente de la República.

Artículo 65.º.- El Poder Ejecutivo se ejercerá por un ciudadano, con el título de Presidente de la República y por los Ministros ó Secretarios de Estado. El Presidente de la República es responsable por todos los actos de su administracion, igualmente que los Ministros, cada uno en su respectivo caso y ramo.
Constitución Política de 1839, 26 de octubre de 1839.

### Constitución del Estado Plurinacional
La Constitución Política del Estado de 2009, fue presentado al Congreso Nacional por la Asamblea Constituyente de 2006, aprobada a través del Referéndum del 25 de enero de 2009, y promulgada por Evo Morales el 7 de febrero de 2009.
En esta constitución se cambia la de denominación de "Presidente de la República" por "Presidente del Estado".

Artículo 165.º.- El Órgano Ejecutivo está compuesto por la Presidenta o el Presidente del Estado, la Vicepresidenta o el Vicepresidente del Estado, y las Ministras y los Ministros de Estado.
Constitución Política del Estado de 2009, 7 de febrero de 2009

## Expresidentes vivos
Solo quedan con vida 8 expresidentes de los 67 presidentes que gobernaron Bolivia; los cuales son los siguientes:

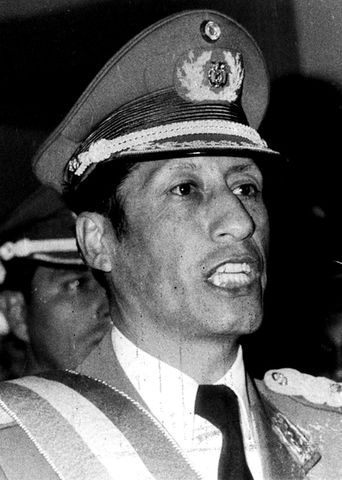
Guido Vildoso Calderón (1981) 5 de abril de 1937 (88 años)
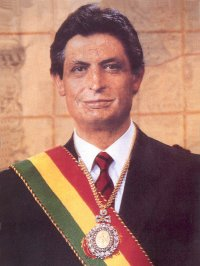
Jaime Paz Zamora (1989-1993) 15 de abril de 1939 (86 años)
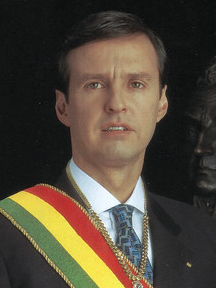
Jorge Quiroga Ramírez (2001-2002) 5 de mayo de 1960 (65 años)
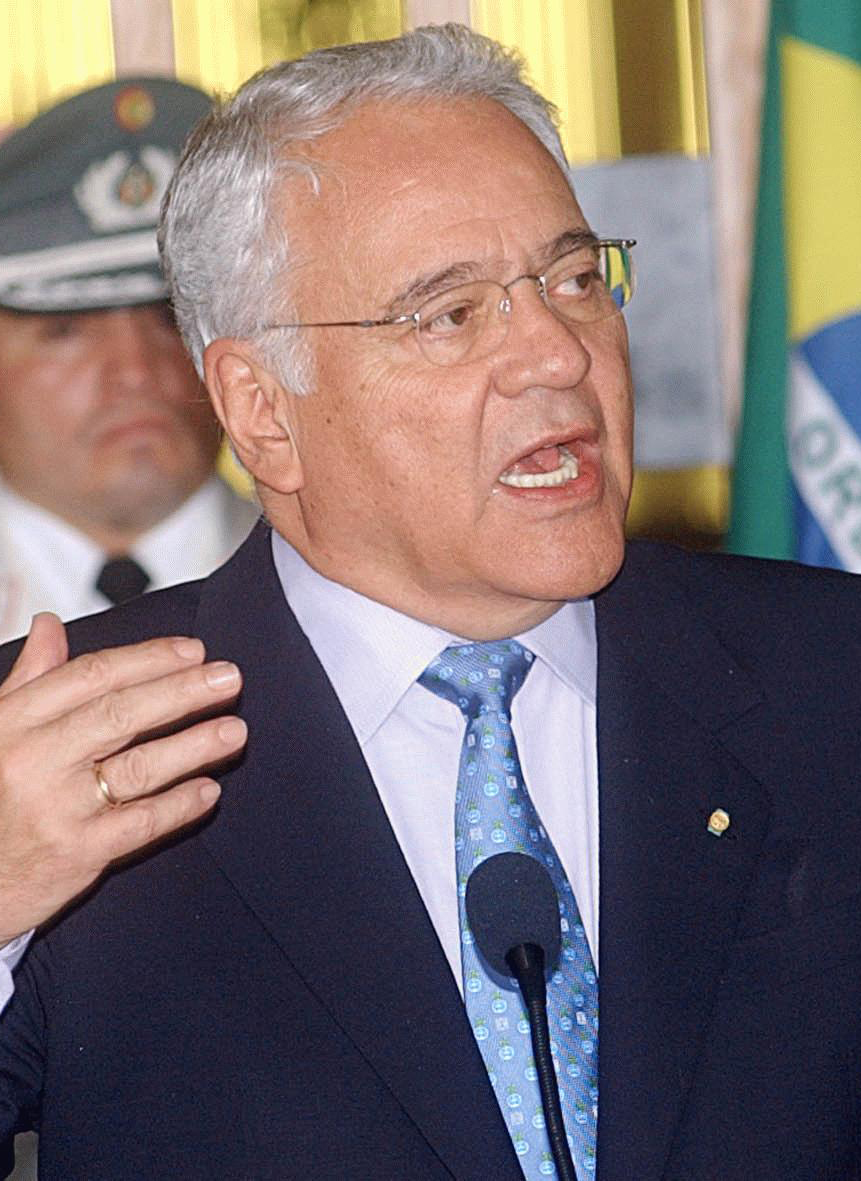
Gonzalo Sánchez de Lozada (1993-1997/2002-2003) 1 de julio de 1930 (95 años)
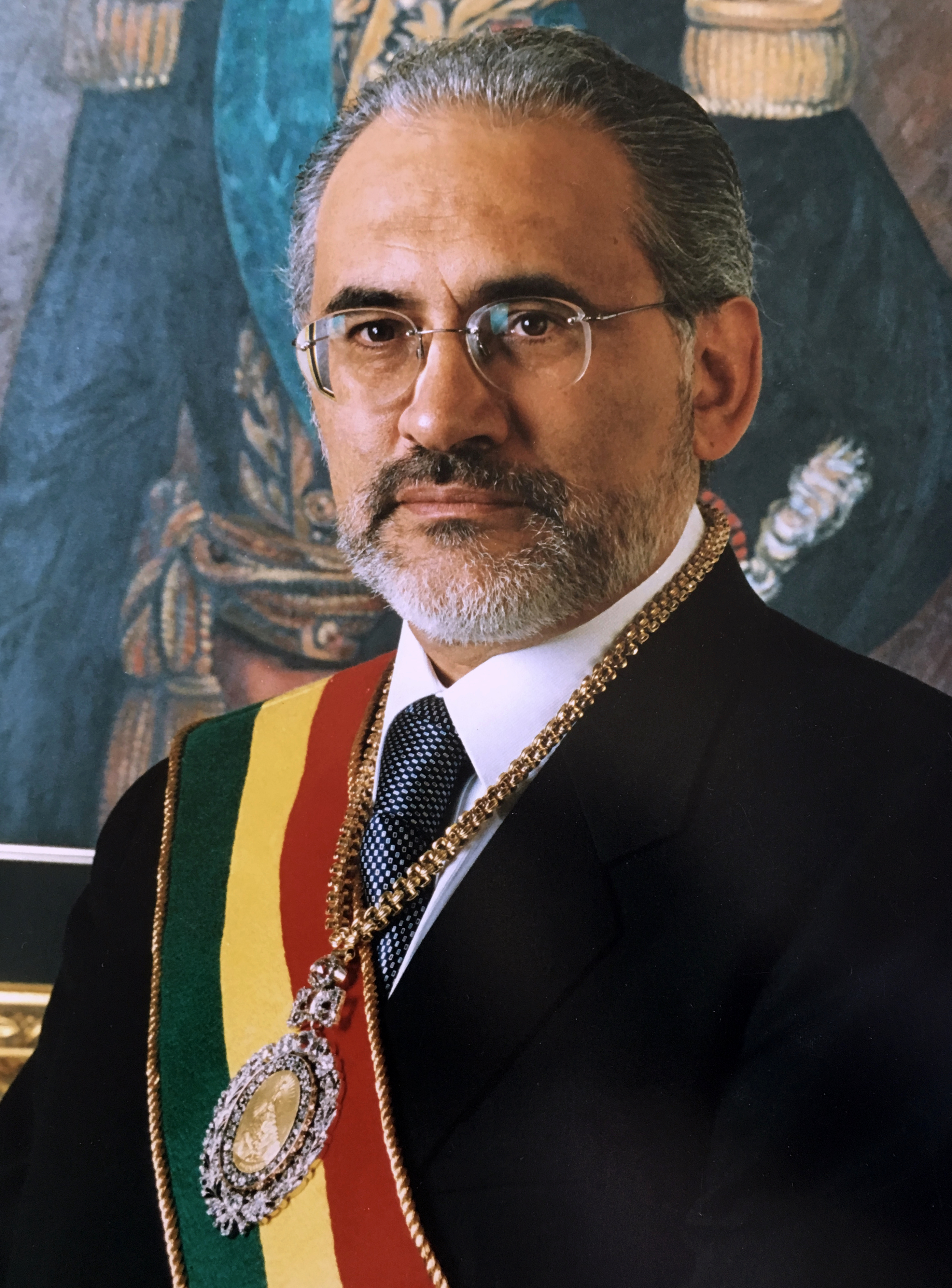
Carlos Mesa Gisbert (2003-2005) 12 de agosto de 1953 (72 años)
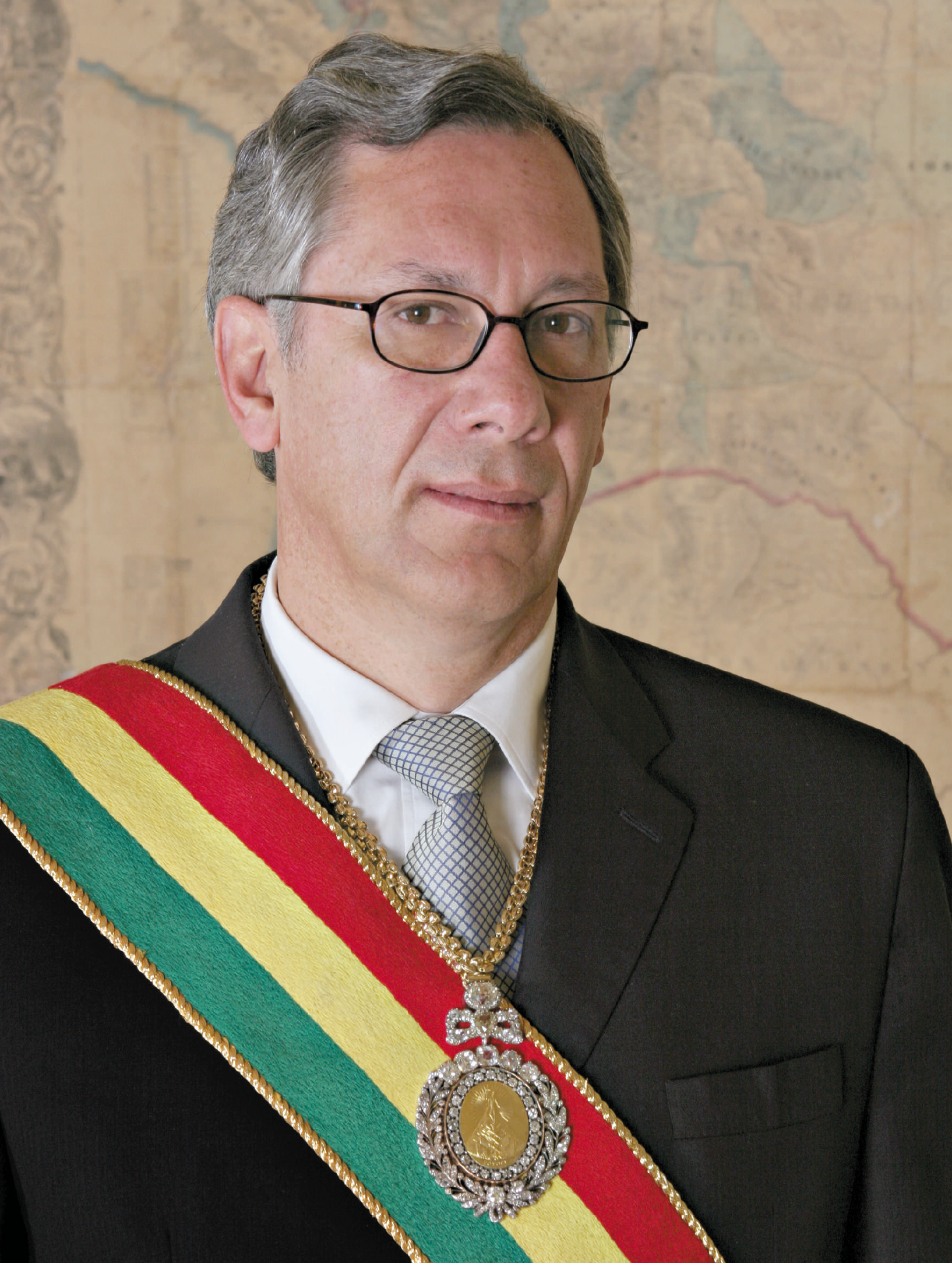
Eduardo Rodríguez Veltzé (2005-2006) 2 de marzo de 1956 (69 años)
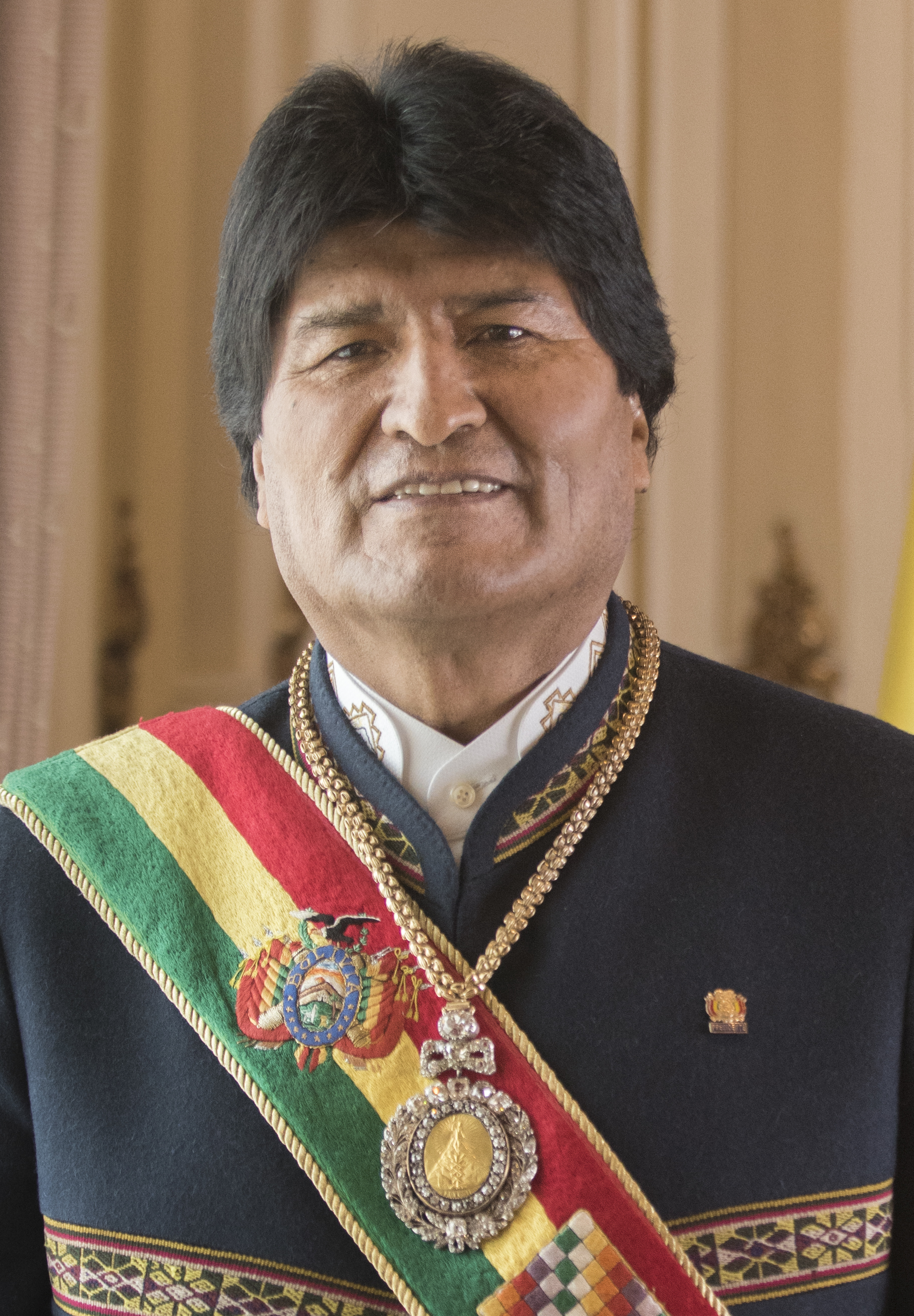
Evo Morales Ayma (2006-2019) 26 de octubre de 1959 (65 años)
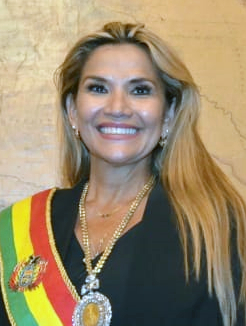
Jeanine Áñez Chávez (2019-2020) 13 de junio de 1967 (58 años)

## Sucesión constitucional
| Titular | Titular                    | Gestión        | Motivo          | Sucesor | Sucesor                   | Gestión   | Cargo anterior                             |
| --- | -------------------------- | -------------- | --------------- | ------- | ------------------------- | --------- | ------------------------------------------ |
| | Antonio José de Sucre      | 1825-1828      | renunció        |         | José Miguel de Velasco    | 1828      | Presidente del Consejo de Ministros        |
| | Andrés de Santa Cruz       | 1828 (nominal) | no se presentó  |         | José Miguel de Velasco    | 1828      | Vicepresidente de la República             |
| | José Ballivián Segurola    | 1841-1847      | renunció        |         | Eusebio Guilarte Mole     | 1847-1848 | Presidente del Consejo Nacional            |
| | Agustín Morales Hernández  | 1871-1872      | asesinado       |         | Tomás Frías Ametller      | 1872-1873 | Presidente del Consejo de Estado           |
| | Adolfo Ballivián Coll      | 1873-1874      | muerte natural  |         | Tomás Frías Ametller      | 1874-1876 | Presidente del Consejo de Estado           |
| | Bautista Saavedra Mallea   | 1921-1925      | delegó el mando |         | Felipe Segundo Guzmán     | 1925-1926 | Presidente del Senado                      |
| | Enrique Hertzog Garaizabal | 1947-1949      | renunció        |         | Mamerto Urriolagoitia     | 1949-1951 | Vicepresidente de la República             |
| | René Barrientos Ortuño     | 1966-1969      | accidente aéreo |         | Luis Adolfo Siles Salinas | 1969      | Vicepresidente de la República             |
| | Hugo Banzer Suárez         | 1997-2001      | renunció        |         | Jorge Quiroga Ramírez     | 2001-2002 | Vicepresidente de la República             |
| | Gonzalo Sánchez de Lozada  | 2002-2003      | renunció        |         | Carlos D. Mesa Gisbert    | 2003-2005 | Vicepresidente de la República             |
| | Carlos Mesa Gisbert        | 2003-2005      | renunció        |         | Eduardo Rodríguez Veltzé  | 2005-2006 | Presidente de la Corte Suprema de Justicia |
| | Juan Evo Morales Ayma      | 2006-2019      | renunció        |         | Jeanine Áñez Chávez       | 2019-2020 | Segunda Vicepresidente del Senado          |
| Nota: El gobierno de José María Pérez de Urdininea (1828) no se trató de una sucesión sino de una delegación temporal del mando, mientras Sucre se recuperaba de su herida de bala en el brazo, ocurrida en el Motín del 18 de abril de 1828. Actualmente, ese gobierno interino es elevando a rango de un gobierno como tal. |                            |                |                 |         |                           |           |                                            |

## Símbolos

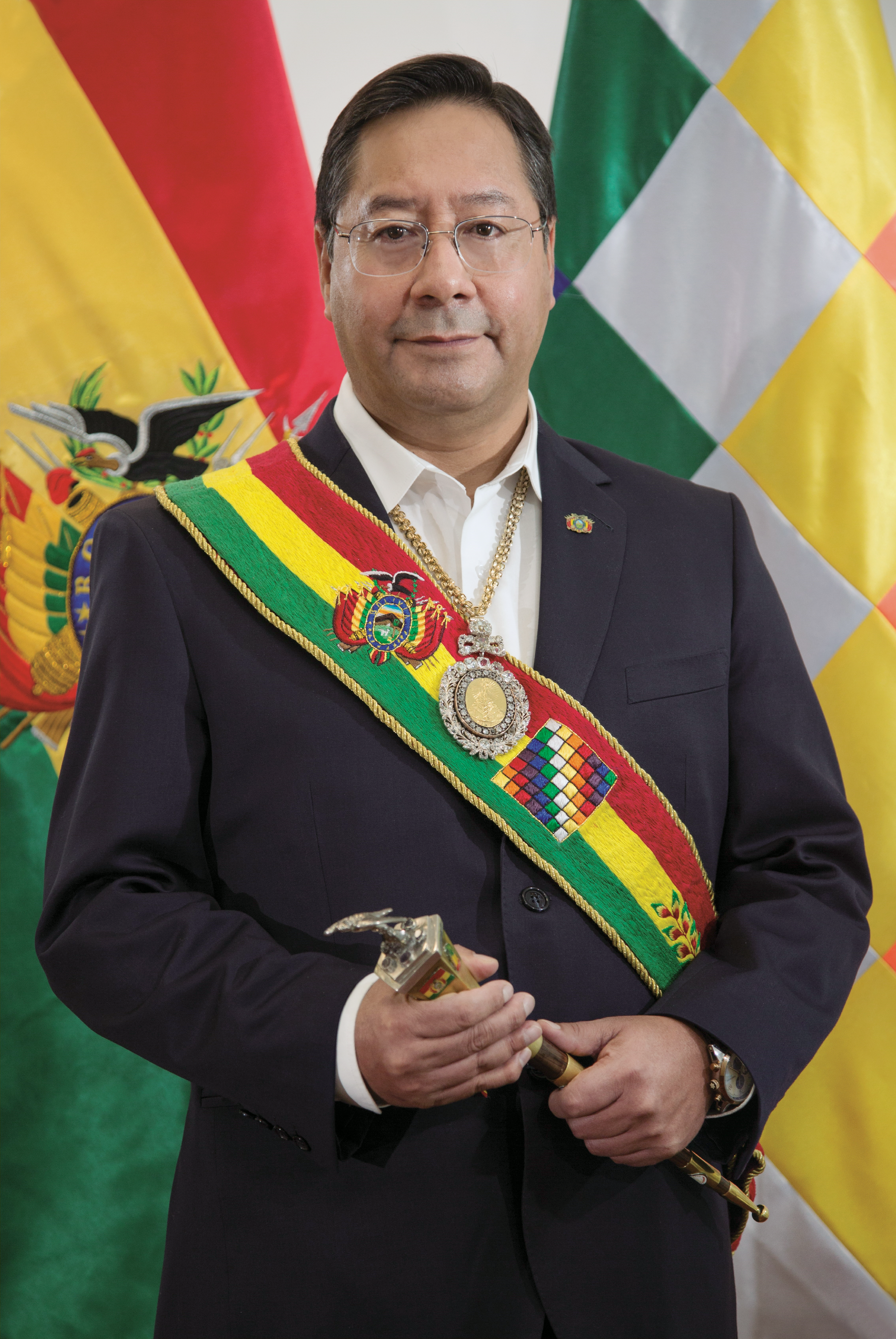
El presidente de Bolivia Luis Arce portando los símbolos presidenciales: la medalla presidencial, la banda presidencial y el bastón de mando.

### Medalla Presidencial
La medalla presidencial es una pieza histórica de gran valor, considerada única en América, y que le es conferida al Presidente de Bolivia al momento de asumir la presidencia del país. Constituye junto a la banda presidencial y el bastón de mando los símbolos presidenciales del primer mandatario de país.
Es una medalla de la numismática americana del siglo XIX, elaborada en oro de 22 quilates y adornada con diamantes, acuñada en la Casa de la Moneda de Potosí, y que fue un regalo al Libertador Simón Bolívar a su llegada a suelo boliviano en 1825. El valor simbólico de este objeto es similar al de "una corona, en el caso de las monarquías, y de la tiara, si nos referimos al Papa".

### Banda Presidencial
La banda presidencial es una banda de tela conformada por los colores de la bandera tricolor de Bolivia (rojo, amarillo y verde), con el escudo de armas en el centro, la escarapela y un borlón; y que junto a la medalla del Libertador Simón Bolívar y el bastón de mando, constituyen los símbolos del presidente de Bolivia al momento de asumir el mando de la nación.
Cada banda presidencial está diseñada a medida del presidente electo. El expresidente Evo Morales incluyó en la banda presidencial la wiphala, que se convirtió en símbolo patrio con la aprobación de la Constitución Política del Estado de 2009.
La actual banda presidencial utilizada por el presidente Luis Arce, incluye cuatro símbolos nacionales sobre la franja amarilla; escudo de Bolivia, wiphala, kantuta y flor de patuju.
La banda presidencial pesa al menos un kilo y sus bordados son hechos de pan de oro.

### Bastón de Mando Presidencial
El bastón presidencial es un bastón de mando que se entrega al presidente de Bolivia, en su calidad de Capitán General de las FF.AA., de parte del Alto Mando Militar, al momento de asumir la presidencia del país. Es conferida al primer mandatario conjuntamente con la banda presidencial y la medalla del Libertador Simón Bolívar, ambos símbolos presidenciales.
El bastón de mando (o vara de mando, también denominado manípulo) es un complemento protocolario que denota en la persona que lo porta, autoridad o mando sobre un grupo o colectivo identitario. Sus antecedentes históricos arrancan en las primeras civilizaciones, y actualmente son usados en muchos países tanto en el ámbito civil como en el militar.
Fue reglamentado durante el gobierno de Andrés Santa Cruz, el 9 de diciembre de 1829. A diferencia de la medalla presidencial, no se trata de un elemento único, cada presidente tiene su propio bastón y va inscrito con su nombre.

### Imagen de Gobierno

Imagen de Gobierno de Bolivia

La Imagen del Gobierno, es un emblema que viene a configurarse como la representación de la administración del gobierno o mandato del presidente de turno. La utilización de imágenes propias para representar una administración de gobierno en específico es un fenómeno muy reciente en la historia de Bolivia, siendo que hasta la renuncia de Evo Morales, todos los gobiernos anteriores habían utilizado solamente el escudo de armas[cita requerida], como símbolo representativo; con la asunción de Jeanine Áñez, se efectuaron algunos cambios simbólicos, entre ellos la implementación de un imagotipo de gobierno.

### Palacio de Gobierno

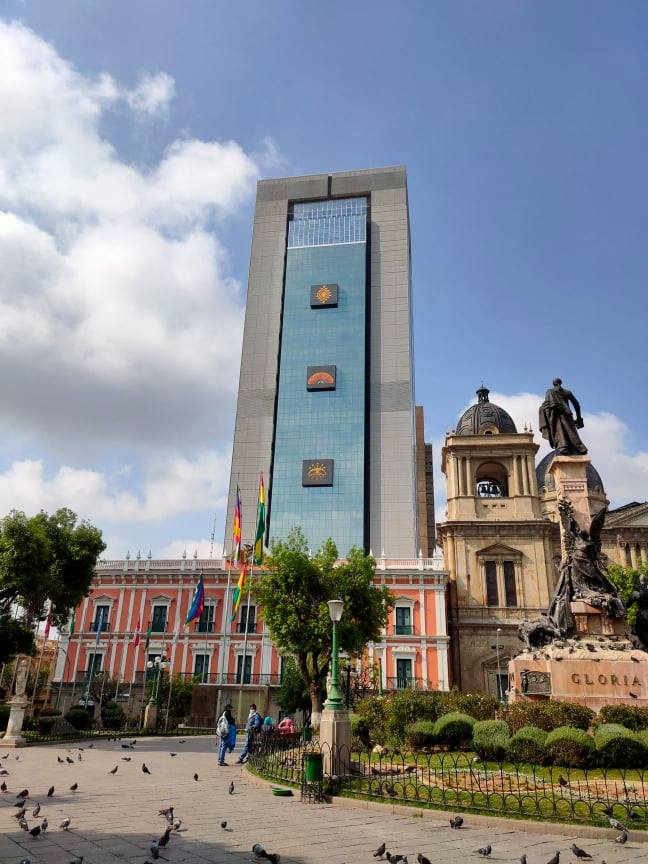
Casa Grande del Pueblo, actual palacio presidencial de Bolivia.

El Palacio de Gobierno de Bolivia, es la sede del Poder Ejecutivo y despacho del presidente boliviano. Históricamente se utilizaron tres diferentes edificios, como palacio presidencial. Actualmente se encuentra en uso la Casa Grande del Pueblo, el cual se encuentra en la calle Potosí, de la ciudad de La Paz junto a la catedral Metropolitana, y en diagonal izquierda del Palacio Legislativo, donde se encuentra la Asamblea Legislativa Plurinacional.
Tras la independencia de Bolivia, en 1825 se empezó a utilizar una edificación del Arzobispado de la Plata, el cual fue expropiado para utilizarlo como palacio presidencial. Posteriormente durante el gobierno de Aniceto Arce Ruiz, (1888-1892), se iniciaron las obras para la edificación del Gran Palacio Nacional, el año 1892, concluyéndose la misma en 1896, en el gobierno de Severo Fernández Alonso, (1896-1899) militante del Partido Conservador, el cual no pudo hacer frente a la Guerra Federal, que dio como resultado el traslado del Poder Ejecutivo a la ciudad de La Paz. A partir de este suceso este edificio queda a cargo de la Prefectura de Chuquisaca, actual gobierno autónomo de Chuquisaca. Empezandose a utilizar el Palacio Quemado.
Durante el gobierno de Evo Morales (2006-2019), en el año 2014 se iniciaron las obras para la edificación de una nueva sede del Poder Ejecutivo, la Casa Grande del Pueblo, las cuales culminaron en 2018, consecuentemente trasladándose la sede del Poder Ejecutivo a esta nueva edificación, siendo también la residencia presidencial. En tanto, el Palacio Quemado se convirtió en un museo. En el gobierno de Jeanine Añez (2019-2020), se utilizó el Palacio Quemado, como palacio presidencial, aunque los ministerios y otras oficinas gubernamentales continuaron con su funcionamiento en el edificio. Actualmente en el gobierno de Luis Arce, se retomó de nuevo la Casa Grande del Pueblo.

### Escolta Presidencial

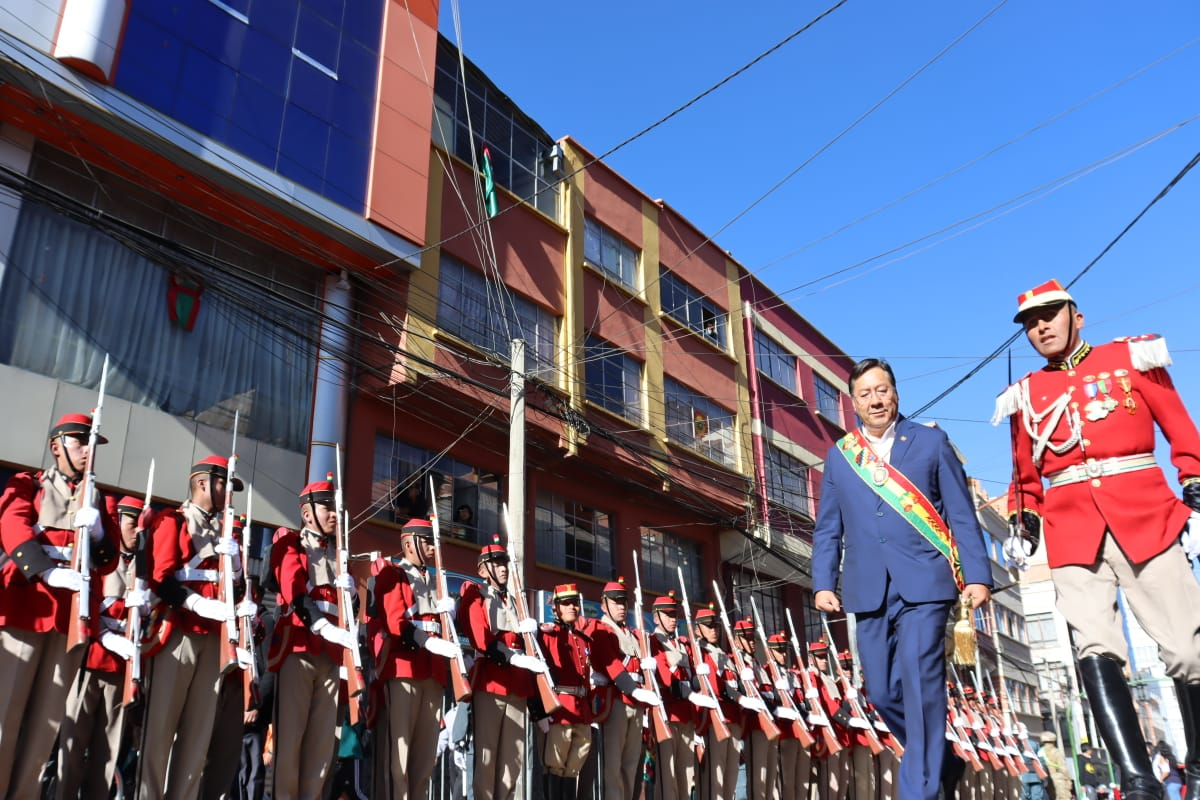
Colorados de Bolivia, escolta presidencial.

La Escolta Presidencial, está constituida por el Regimiento de infantería RI-1 Colorados de Bolivia, la cual es una unidad militar del Ejército Boliviano cuya misión específica es resguardar la seguridad e integridad física del Presidente de Bolivia y a cuyo cargo se encuentra la custodia del Palacio de Gobierno y Residencia Presidencial.
Cuenta con dos batallones de infantería que son el BI-201 y BI-202 con sus respectivos cuarteles, ambos ubicados en la ciudad de La Paz. El cuartel central de Calama, ubicado en la calle del mismo nombre donde funcionan las oficinas centrales de la unidad y el centro de reclutamiento. El cuartel Mirador con asiento en el cerro de Quilli Quilli, zona de Villa Pavón, el cual es un centro de adiestramiento en diversas áreas de especialización como asalto, apoyo, protección de personas, primeros auxilios, etc. Asimismo cuentan con dormitorios en la Casa Grande del Pueblo para que duerman los soldados que vigilan y hacen guardia en el palacio de gobierno durante las noches.

### Transporte Presidencial

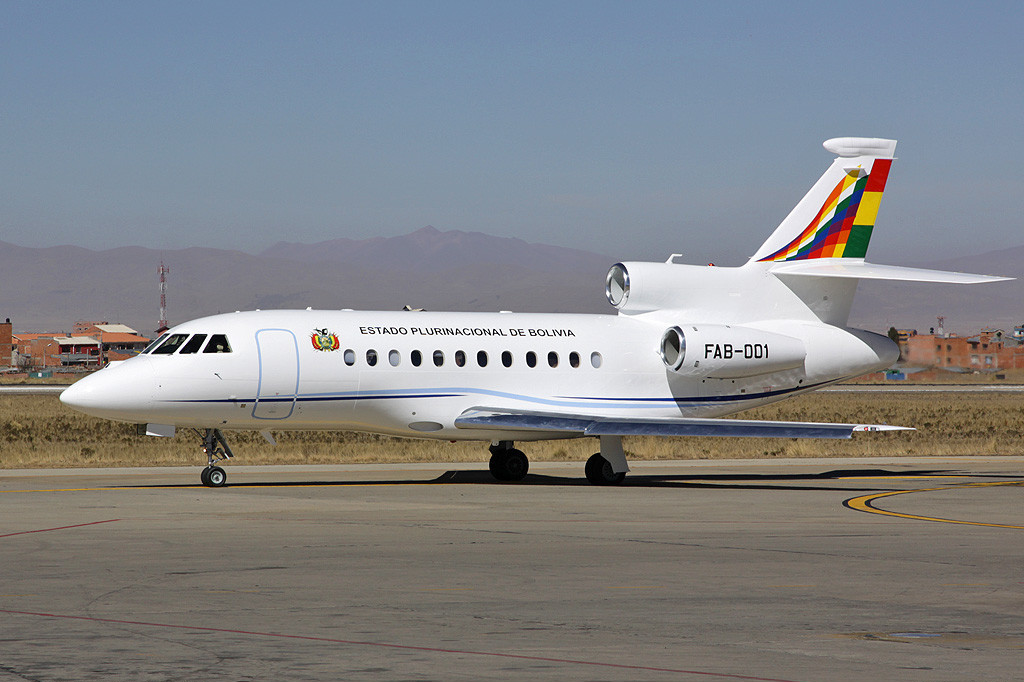
Foto del Avión Presidencial de Bolivia FAB-001.

El transporte del presidente de Bolivia está a cargo del Grupo Aéreo Presidencial de Bolivia, para el transporte del presidente a nivel nacional de corto alcance se utiliza el helicóptero EC 145, para el transporte nacional e internacional se utiliza el avión Falcon 900EX EASY, ambos fabricados por Dassault Aviation (Francia) que conforman parte de las aeronaves de la Fuerza Aérea Boliviana.

### Primera dama
La primera dama es un título protocolar que se concede a la esposa del presidente. Cumple funciones de labor social y de protocolo al acompañar al Presidente. La actual primera dama de Bolivia es Lourdes Brígida Durán Romero, esposa del presidente Luis Arce.
Este papel es ejercido tradicionalmente por la cónyuge del presidente, sin embargo cuando el Jefe del Ejecutivo era divorciado, viudo o soltero, o cuando la cónyuge del Presidente no podía cumplir con el rol por alguna circunstancia, el título también se aplica a la hija o hermana del presidente del Estado.

## Dinastías

### Descendientes de laCasa Real Incaica

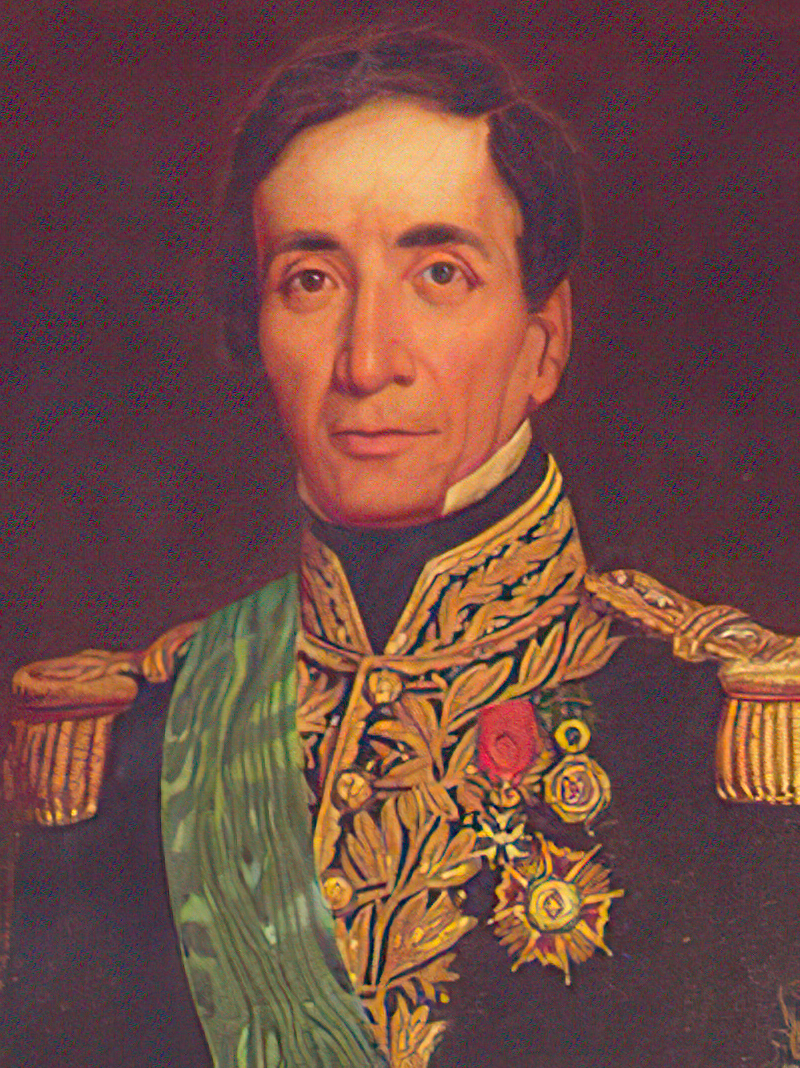
Andrés de Santa Cruz, hijo de Juana Basilia Calahumana, descendiente directo del Inca Atahuallpa.
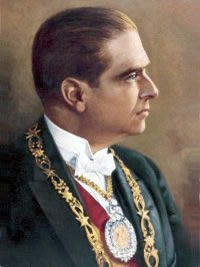
Hernando Siles Reyes, descendiente de Bárbola Coya Yupanqui, nieta del Inca Túpac Yupanqui.

### Familias Presidenciales

#### Familia Blanco

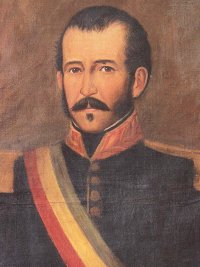
Pedro Blanco Soto, abuelo de Carlos Blanco Galindo
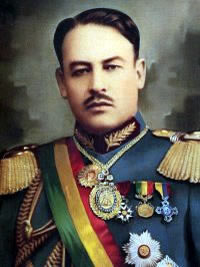
Carlos Blanco Galindo, nieto de Pedro Blanco Soto

#### Familia Ballivián

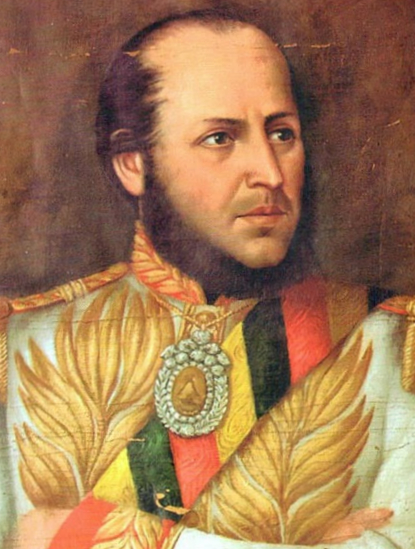
José Ballivián Segurola, padre de Adolfo Ballivián Coll
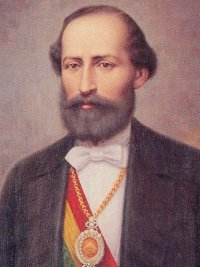
Adolfo Ballivián Coll, hijo de José Ballivian
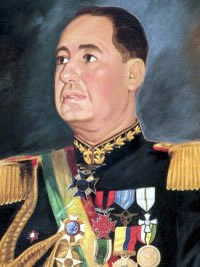
Hugo Ballivián Rojas, descendiente directo de los dos anteriores

#### Familia Belzú

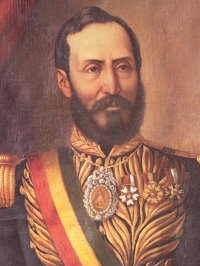
Manuel Isidoro Belzu Humérez, suegro de Jorge Córdova
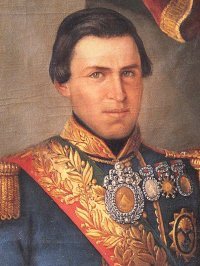
Jorge Córdova, yerno de Manuel Isidoro Belzu, casado con su hija Elvira

#### Familia Guerra

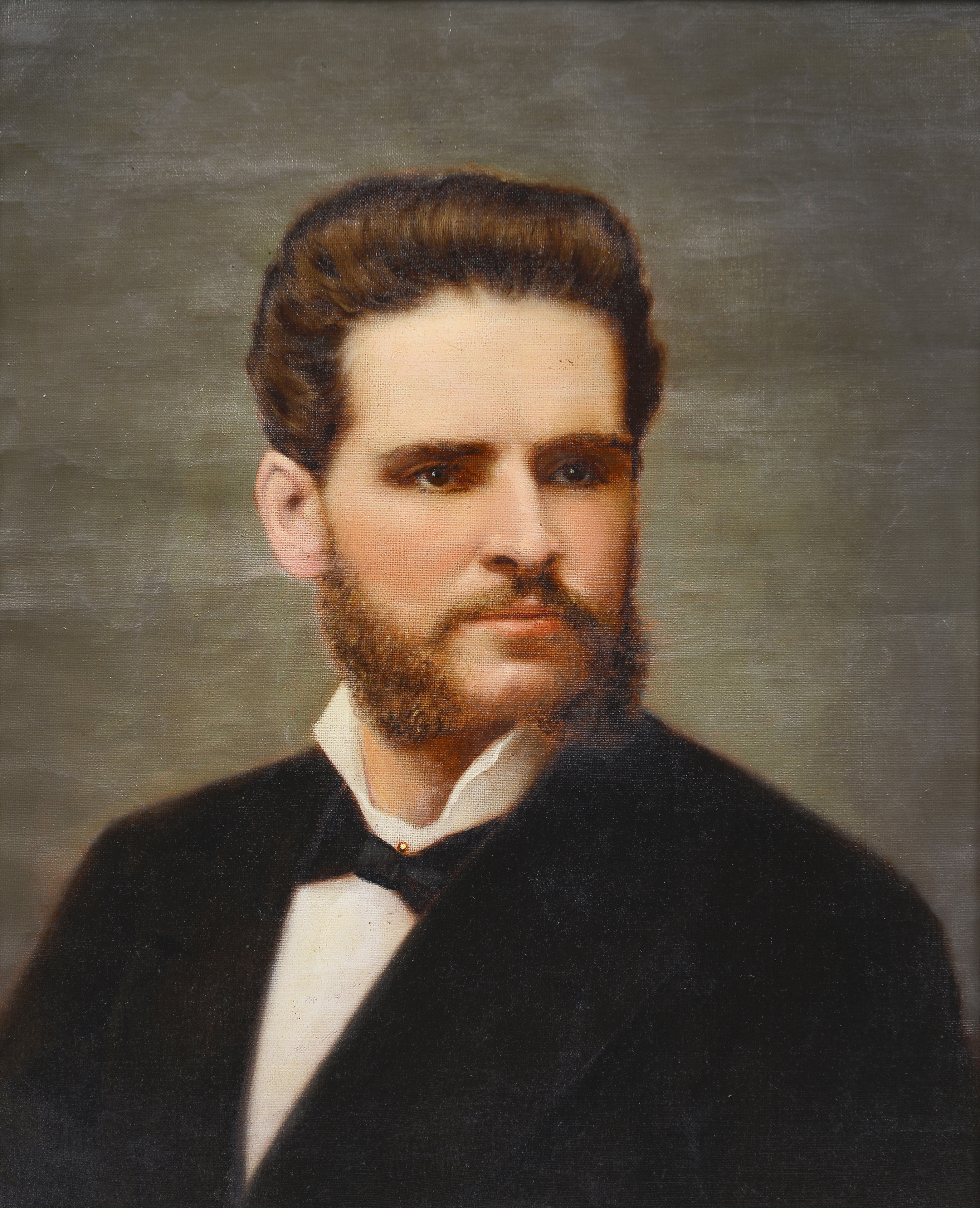
Pedro José Domingo de Guerra, abuelo de José Gutiérrez Guerra
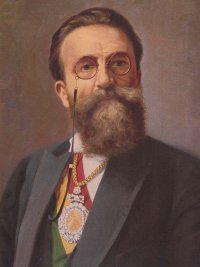
José Gutiérrez Guerra, nieto de Pedro José Domingo de Guerra

#### Familia Leyes

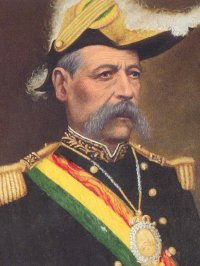
Narciso Campero Leyes, primo hermano de Gregorio Pacheco Leyes
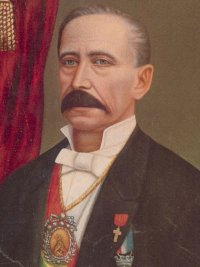
Gregorio Pacheco Leyes, primo hermano de Narciso Campero Leyes

#### Familia Siles

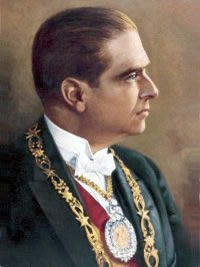
Hernando Siles Reyes, padre de Hernán Siles Zuazo y Luis Adolfo Siles Salinas
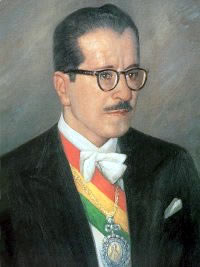
Hernán Siles Zuazo, hijo de Hernando Siles
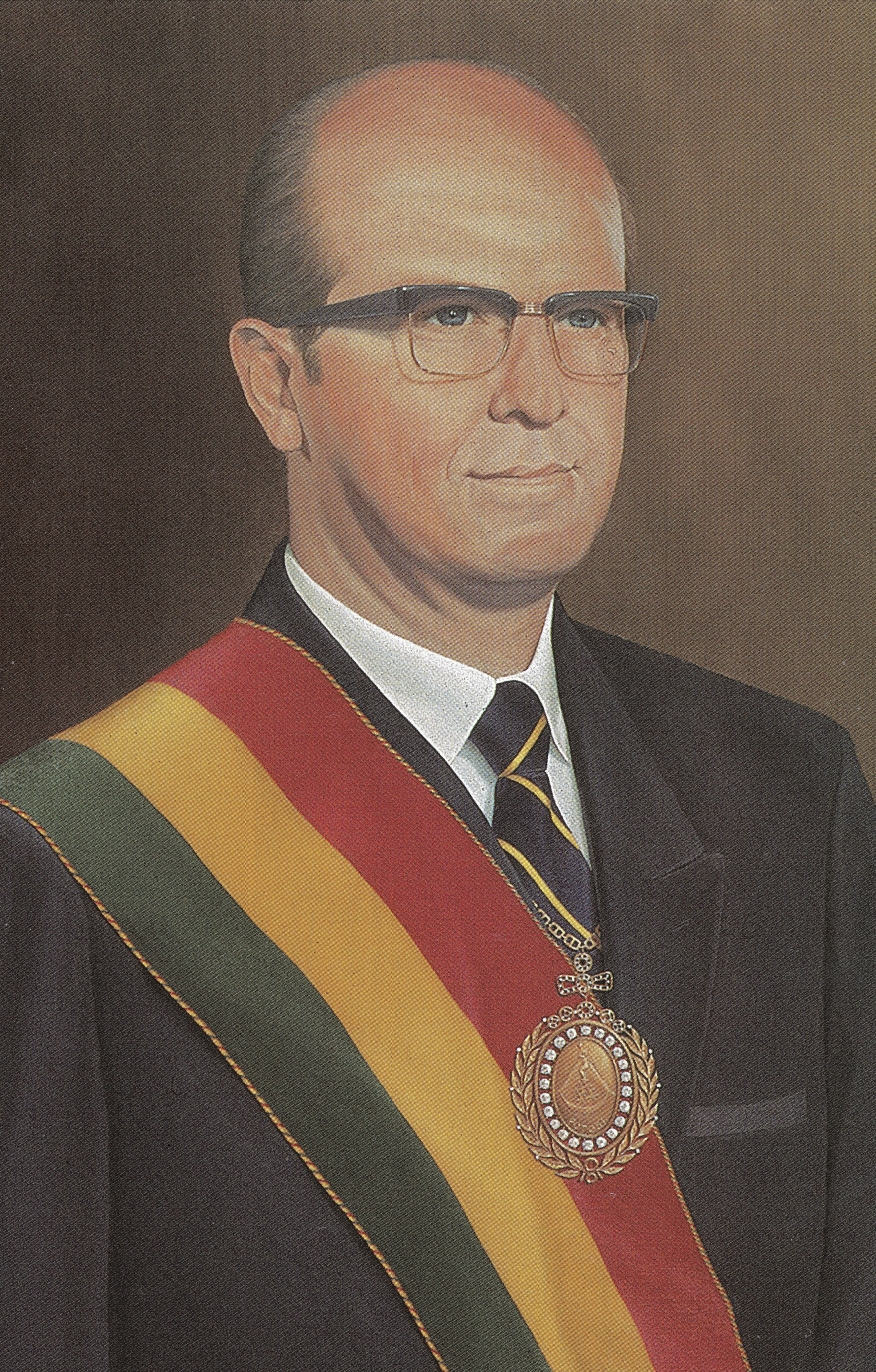
Luis Adolfo Siles Salinas, hijo de Hernando Siles, casado con Clementina Santa Cruz bisnieta de Andrés Santa Cruz

#### Familia Tejada

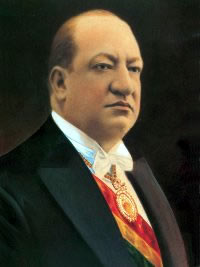
José Luis Tejada Sorzano, tío de Lidia Gueiler y Luis García Meza
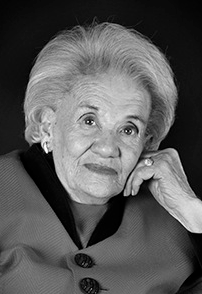
Lidia Gueiler Tejada, sobrina de José Luis Tejada Sorzano y prima de Luis García Meza
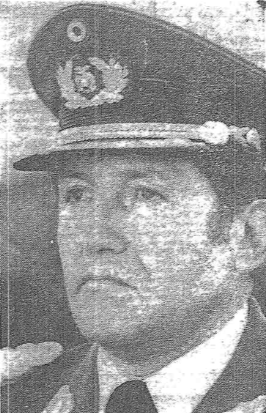
Luis García Meza Tejada, sobrino de José Luis Tejada Sorzano y primo de Lidia Gueiler

#### Familia Busch

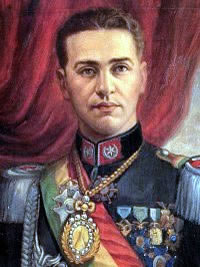
Germán Busch Becerra, tío de Alberto Natusch Busch
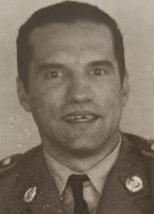
Alberto Natusch Busch, sobrino de Germán Busch

#### Familia Paz

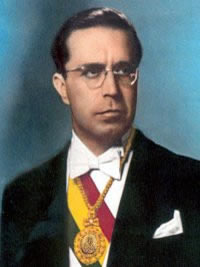
Víctor Ángel Paz Estenssoro, tío de Jaime Paz Zamora
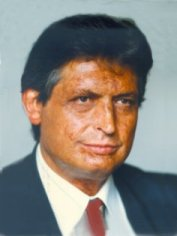
Jaime Paz Zamora, sobrino de Víctor Paz Estenssoro

## Estadísticas

### Presidentes con el grado de Mariscal
De los 67 presidentes que tuvo Bolivia, solo tres alcanzaron el máximo rango militar existente, los cuales son los siguientes:
- Andrés de Santa Cruz, Gran Mariscal de Zepita del Ejército Unido Libertador del Perú, Gran Mariscal del Ejército Peruano y Gran Mariscal del Ejército Boliviano.
- Antonio José de Sucre, Gran Mariscal de Ayacucho del Ejército Unido Libertador del Perú.
- José Ballivián Segurola, Mariscal del Ejército Boliviano.

### Presidentes condecorados

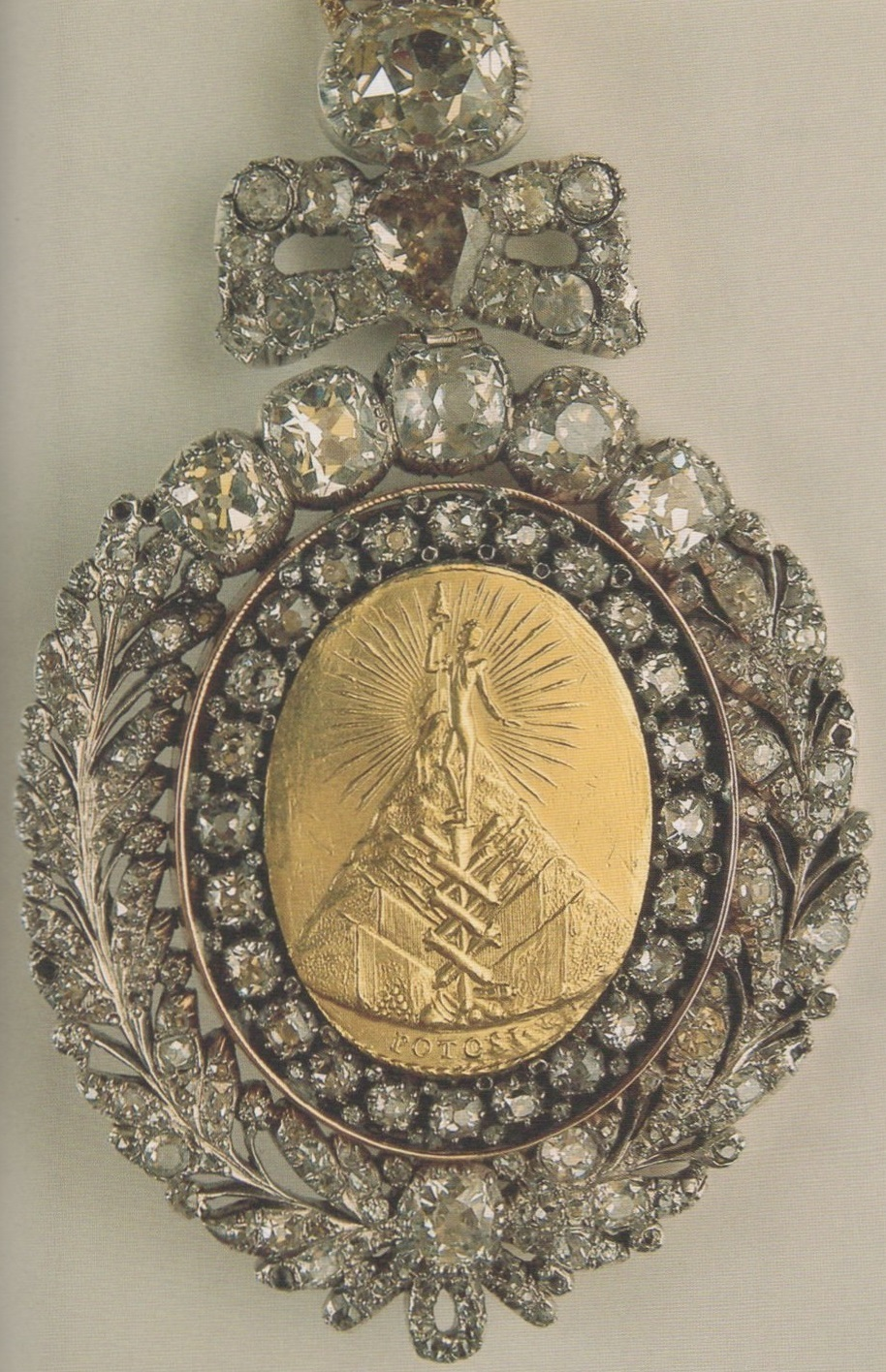
La medalla presidencial de Bolivia, herencia del Libertador Simón Bolívar.

- Simón Bolívar,  fue concedido con el título de Libertador, condecorado con una medalla de oro; tachonada de brillantes, en el anverso figura el cerro de Potosí, y al Libertador colocado al término de una escala formada de fusiles, espadas, cañones y banderas, en actitud de fijar sobre la cima de dicho cerro, la gorra de la libertad y en el reverso, entre una guirnalda de oliva y laurel, con la siguiente inscripción: "La República Bolívar agradecida al héroe cuyo nombre lleva".
- Antonio José de Sucre, condecorado con el título de Defensor de la República de Bolívar y héroe de Ayacucho, en consideración por ser el artífice de la declaración de independencia y organización de la República de Bolívar, actual Bolivia; así como su desempeño como General en Jefe del Ejército Unido Libertador del Perú en la batalla de Ayacucho. Por ende se lo condecoró a nombre del Congreso, con una medalla de oro, guarnecida de diamantes,  en su anverso grabado "a su excelencia, arrancando al Perú", figurado por una vicuña, de entre las garras de un león; y al reverso la siguiente inscripción: “La República Bolívar a su defensor, héroe de Ayacucho”.
- Andrés de Santa Cruz, condecorado con el título de Gran Ciudadano Restaurador de la Patria, como "un premio a los eminentes servicios que ha prestado a la causa de la Independencia Americana, y al honor y seguridad de la República" [62]
- Mariano Enrique Calvo, condecorado con el título de Conservador de la Paz, titulo que podía usar en sus dictados, en consideración por mantener el orden interno de Bolivia durante la guerra entre Salaverry y Santa Cruz, asimismo se lo condecoró con una medalla de oro guarnecida de brillantes, que tenia en su anverso el emblema de la República con la siguiente inscripción en el círculo: "El Congreso de la República Boliviana". En el reverso, un brazo extendido, teniendo en la mano el árbol de la libertad circuido de ramas de oliva, con la siguiente  inscripción en el círculo: "Al Conservador de la Paz Mariano Enrique Clavo".[63]

### Presidentes con mayor longevidad

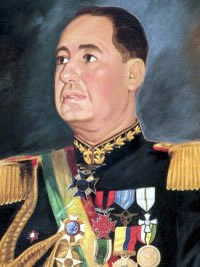
Hugo Ballivián, presidente con mayor longevidad, falleciendo a los 95 años de edad.

De los 66 presidentes que tuvo Bolivia, solo siete alcanzaron o sobrepasaron la edad de 85 años, los cuales son los siguientes:
- Eliodoro Villazón Montaño, que nació el 22 de enero de 1848 durante el gobierno del general y presidente José Miguel de Velasco. Llegó a vivir hasta el 12 de septiembre del año 1939, falleciendo a los 91 años de edad durante el gobierno del presidente Carlos Quintanilla Quiroga.
- Hugo Ballivián Rojas, que nació el 7 de junio de 1901 durante el gobierno del presidente José Manuel Pando. Llegó a vivir hasta el 15 de julio del año 1996, falleciendo a los 95 años de edad durante el primer gobierno del presidente Gonzalo Sánchez de Lozada.
- Víctor Paz Estenssoro, que nació el 2 de octubre de 1907 durante el primer gobierno del presidente Ismael Montes Gamboa. Llegó a vivir hasta el 7 de junio del año 2001, falleciendo a los 93 años de edad, durante el segundo gobierno del presidente Hugo Banzer Suárez.
- Lidia Gueiler Tejada, que nació el 28 de agosto de 1921 durante el gobierno del presidente Bautista Saavedra Mallea. Llegó a vivir hasta el 9 de mayo del año 2011, falleciendo a los 89 años de edad, durante el segundo gobierno del presidente Evo Morales Ayma.
- David Padilla Arancibia, que nació el 13 de agosto de 1927 durante el gobierno del presidente Hernando Siles Reyes. Llegó a vivir hasta el 25 de septiembre del año 2016, falleciendo a los 89 años de edad, durante el tercer gobierno del presidente Evo Morales Ayma.
- Luis García Meza Tejada, que nació el 8 de agosto de 1929 durante el gobierno del presidente Hernando Siles Reyes. Llegó a vivir hasta el 29 de abril del año 2018, falleciendo a los 88 años de edad, durante el tercer gobierno del presidente Evo Morales Ayma.
- Gonzalo Sánchez de Lozada que nació el 1 de julio de 1930 (95 años) y actualmente sigue con vida.

### Presidentes indígenas
De los 66 presidentes que tuvo Bolivia, solamente dos presidentes fueron de origen indígena, las cuales son:
- Andrés de Santa Cruz, de linaje aimara y de curacazgo inca considerado el primer presidente indígena de Bolivia. Tras el fin de la influencia bolivariana en Bolivia, el 31 de enero de 1829, el Congreso Boliviano lo nombra como Presidente de Bolivia, y a Velasco como vicepresidente interino, sin embargo, Santa Cruz no se presenta al acto de juramención, por lo que Velasco juramenta como presidente interino. El 24 de mayo de 1829, recibe el mando y juramenta como Presidente Constitucional de Bolivia.
- Evo Morales, de origen uru-aimara, fue el primer presidente indígena electo a través del voto universal en las elecciones presidenciales de 2005.

### Presidentes mujeres

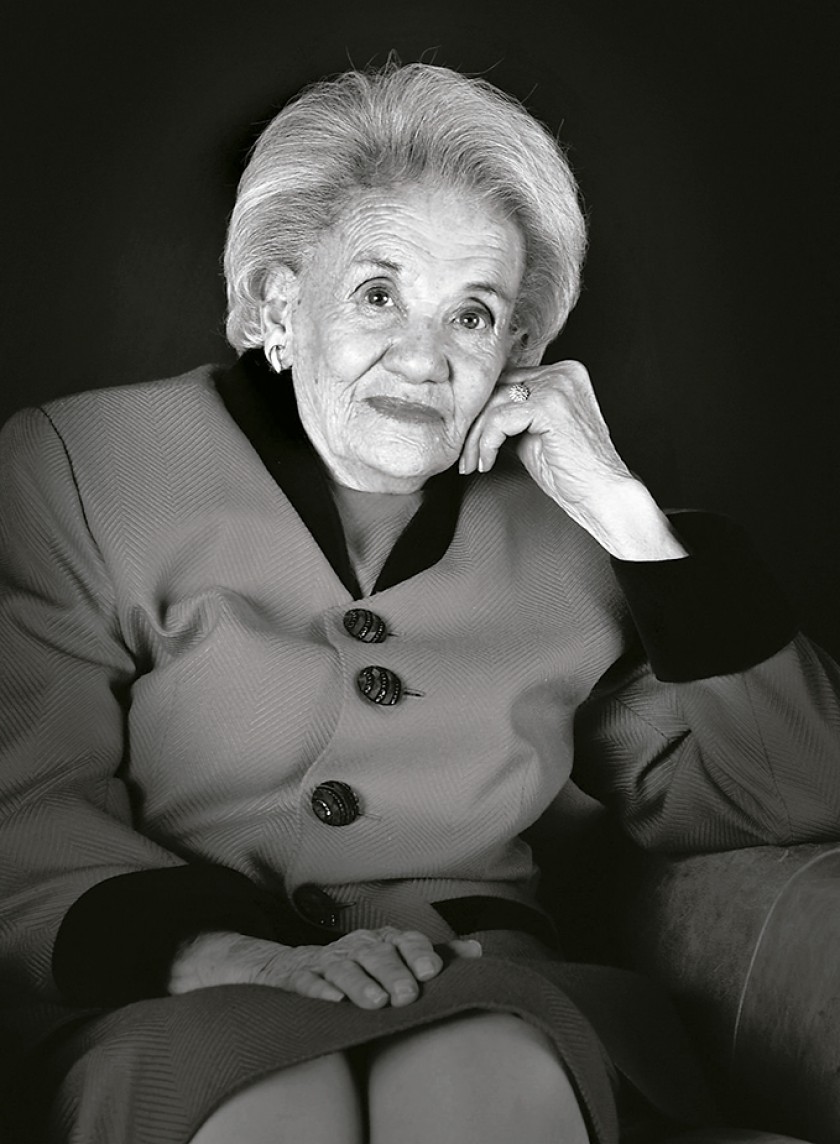
Lidia Gueiler, primera presidente mujer de Bolivia.

De los 66 presidentes que tuvo Bolivia, solamente dos presidentes fueron mujeres, las cuales son:
- Lidia Gueiler Tejada, es la primera presidenta mujer, en la historia de Bolivia y la segunda en toda América. Fue presidente de la cámara de diputados y asumió el cargo presidencial por sucesión constitucional, tras la renuncia de Alberto Natusch Busch, gobernó el país desde el 16 de noviembre de 1979 hasta el 17 de julio de 1980 (244 días). Posteriormente fue derrocada tras un golpe de Estado por parte de Luis García Meza.[64]
- Jeanine Añez Chávez, es la segunda presidente mujer de Bolivia y la decimotercera en toda América. Fue segunda vicepresidente de la cámara de senadores,[55] tras la renuncia de Evo Morales Ayma y otros funcionarios en su línea de sucesión, asumió el cargo presidencial por sucesión constitucional, en la que gobernó desde el 12 de noviembre de 2019 hasta el 7 de noviembre de 2020.

### Mandatarios de origen extranjero
De los 66 presidentes que tuvo Bolivia, solamente un gobernante protector y dos presidentes fueron de origen extranjero, los cuales son:
- Simón Bolívar, nacido en Caracas, Gran Colombia (actual Venezuela).
- Antonio José de Sucre, nacido en Cumaná, Gran Colombia (actual Venezuela).
- Ruperto Fernández, de origen argentino, fue parte integrante del triunvirato de 1861.

### Presidentes fallecidos por asesinato, suicidio o accidente
De los 66 presidentes que tuvo Bolivia, alrededor de 13 presidentes (20 %) tuvieron una muerte trágica, los cuales fueron los siguientes:

#### Presidentes fallecidos durante el ejercicio de su gobierno
- Pedro Blanco Soto, fue asesinado el año 1829 por una cúpula militar de la época encabezada por José Ballivián, mientras ejercía el cargo de presidente. Había gobernado apenas 6 días.
- Agustín Morales, fue asesinado el año 1872 después de acudir a una fiesta, traicionado por su propia seguridad, quien a la vez era también su sobrino. El presidente murió con 7 disparos de arma de fuego, mientras ejercía el cargo.
- Germán Busch Becerra, se suicidó el año 1939, cuando se encontraba a solas en su despacho personal (oficina) mientras ejercía el cargo de presidente del país. Hasta la actualidad se desconocen las causas exactas de su suicidio, pero algunas versiones de la época señalan que el presidente ya hubiera estado sufriendo varios días antes, con muchas preocupaciones que le generaron fuertes presiones psicológicas que lo llevaron a tomar aquella drástica decisión. En cambio, otras versiones han señalado que Busch no se hubiera suicidado sino que hubiera sido asesinado por haber afectado a grandes intereses económicos durante su gobierno.[65]
- Gualberto Villarroel López, fue asesinado el año 1946 por una furiosa manifestación enardecida. La multitud logró sacarlo del palacio de gobierno y lo colgó en un farol (poste de luz) de la plaza Murillo. La turba vejó su cadáver aun después de muerto, golpeandolo y escupiendolo.
- René Barrientos Ortuño, se accidentó el año 1969 en el helicóptero presidencial. Algunas versiones han señalado que el presidente hubiera sufrido un atentado a su vida.

#### Presidentes asesinados después de terminado su gobierno
- Antonio José de Sucre, fue asesinado en Berruecos, Colombia el año 1830, en circunstancias aún misteriosas. Apenas había pasado 2 años desde que dejó la presidencia en 1828.
- Eusebio Guilarte Mole, fue asesinado en la ciudad de Cobija, actual Chile, el año 1849, mientras intentaba regresar a Bolivia. Apenas había pasado 1 año de su salida de la presidencia en 1848.
- Jorge Córdova, logró  regresar a Bolivia (desde Perú), pero fue encarcelado por el gobierno de turno y brutalmente asesinado el año 1861 en una celda en la ciudad de La Paz. Apenas habían pasado 4 años desde que dejó la presidencia en 1857.
- Manuel Isidoro Belzú fue asesinado personalmente por Mariano Melgarejo en la ciudad de La Paz el año 1865 en pleno Palacio de Gobierno. Había pasado solo 10 años desde Belzú que había dejado la presidencia en 1855.
- Mariano Melgarejo Valencia fue asesinado en la ciudad de Lima, Perú el año 1871 por el hermano de su amante. Apenas habían pasado 10 meses de haber dejado la presidencia ese mismo año.
- Hilarión Daza Groselle fue asesinado en la ciudad fronteriza de Uyuni el año 1894 cuando intentaba ingresar a Bolivia para defenderse de las acusaciones y los juicios que le habían instaurado contra él. Habían pasado solo 15 años desde que dejó la presidencia en 1879.
- José Manuel Pando fue asesinado en la ciudad de La Paz el año 1917, luego de salir de una reunión en la casa de unos amigos donde había compartido bebidas alcohólicas. Habían pasado solo 13 años desde que dejó la presidencia en 1904.
- Juan José Torres González, fue secuestrado, terrible y  brutalmente torturado siendo finalmente asesinado el año 1976, mientras se encontraba en calidad de asilado político en la ciudad de Buenos Aires, Argentina. Apenas habían pasado solo 5 años desde que dejó la presidencia en 1971.

### Presidentes que dimitieron de su cargo
- Evo Morales renunció a su cargo el 10 de noviembre de 2019, a causa de la convulsión social de 2019, después de más de 13 años en la presidencia. Posteriormente se da sucesión constitucional, en la que se asume el cargo la senadora Jeanine Áñez.[66]
- Carlos Mesa Gisbert, renunció el día 5 de junio de 2005 tras dos años en la presidencia, asumiendo el cargo Eduardo Rodríguez Veltzé, Presidente de la Corte Suprema de Justicia[52][53]
- Gonzalo Sánchez de Lozada renunció de su cargo el día 17 de octubre de 2003 durante su primer año de gobierno. Le sucedió su vicepresidente Carlos Mesa.
- Hugo Banzer Suárez renunció el 6 de agosto de 2001 aquejado por un cáncer. Le sucedió Jorge Quiroga Ramírez, su vicepresidente.
- Hernán Siles Zuazo renunció a un año de su mandato y entregó el mando el 6 de agosto de 1985 a Víctor Paz Estenssoro.
- Antonio José de Sucre presentó su renuncia el 2 de agosto de 1828, a causa de sublevaciones pidiendo su renuncia y la intervención militar de Agustín Gamarra.

### Presidentes electos que nunca asumieron el cargo
- Andrés de Santa Cruz, tras la intervención militar peruana de Agustín Gamarra y el consecuente fin de la influencia bolivariana en Bolivia, el 31 de enero de 1829, el Congreso Boliviano lo nombra como Presidente de Bolivia, y a Velasco como vicepresidente interino, sin embargo, Santa Cruz no se presenta al acto de juramención, por lo que Velasco juramenta como presidente interino.
- Fernando Eloy Guachalla, ganó las Elecciones Nacionales de 1908 para el cargo de Presidente de la Nación, cargo que no pudo ocupar a causa de su repentina muerte y que se entendió por lo tanto que dichas elecciones quedaban anuladas, sin escuchar los pedidos de Eufronio Viscarra, Primer Vicepresidente electo, que pugnaba por la sucesión.
- José Gabino Villanueva, fue elegido presidente de Bolivia en las Elecciones Nacionales de mayo de 1925,[67][68] empero no asumiría dicho cargo al inhabilitarse junto a su vicepresidente tiempo antes a su posesión, a causa de no haber renunciado a los cargos que desempeñaban, de ministro de Estado el primero, y de Prefecto el segundo, seis meses antes de la elección, incumpliendo con la Ley del 15 de octubre de 1895[69]
- Franz Tamayo, ganó las Elecciones Nacionales de 1934, pero no pudo asumir el cargo debido al golpe de Estado que jóvenes oficiales de la guerra del Chaco perpetraron contra el gobierno de Salamanca, lo que causó la anulación de dichas elecciones.